# Galileo Del Castillo
Galileo Del Castillo (Calabozo, Venezuela, 13 de mayo de 1991) es un futbolista venezolano que juega como defensa en el Estudiantes de Mérida de la Primera División de Venezuela .

## Clubes
| Club                    | País      | Año           |
| ----------------------- | --------- | ------------- |
| Arroceros de Calabozo   | Venezuela | 2012 - 2014   |
| Trujillanos Fútbol Club | Venezuela | 2014 - 2017   |
| Portuguesa Fútbol Club  | Venezuela | 2017 - 2018   |
| Estudiantes de Mérida   | Venezuela | 2019 - 2020   |
| Boyacá Chicó            | Colombia  | 2021          |
| Portuguesa Fútbol Club  | Venezuela | 2022          |
| Boyacá Chicó            | Colombia  | 2023          |
| Estudiantes de Mérida   | Venezuela | 2024-presente |

## Palmarés

### Campeonatos nacionales
| Título          | Club                  | País      | Año  |
| --------------- | --------------------- | --------- | ---- |
| Torneo Apertura | Estudiantes de Mérida | Venezuela | 2019 |
| Torneo Apertura | Trujillanos           | Venezuela | 2014 |

- Datos: Q30331286